# Iwano-Frankowe (hromada)
Iwano-Frankowe – hromada terytorialna w rejonie jaworowskim obwodu lwowskiego Ukrainy. Siedzibą hromady jest osiedle typu miejskiego Iwano-Frankowe.
Hromadę utworzono  w ramach reformyw ramach reformy decentralizacji.

## Miejscowości hromady
W skład hromady wchodzi osiedle typu miejskiego Iwano-Frankowe i 31 miejscowości

- Iwano-Frankowe – osiedle typu miejskiego, centrum hromady
- Borki
- Buda
- Dąbrowa
- Dąbrowica
- Domażyr
- Jamelna
- Jaśniska
- Jezierskie
- Karaczynów
- Kozice
- Laszy Potok
- Lelechówka
- Łozina
- Malczyce
- Polanki
- Porzecze
- Rokitno
- Sołuki
- Stawki
- Stradcz
- Średni Garb
- Turycza
- Werchutka
- Wereszyca
- Wielkie Góry
- Wielkopole
- Wroców
- Żorniska
- Zadebrze
- Zatoka
- Zielów

Hromada dzieli się na okręgi starościńskie: 
- Iwano-Frankowe (centrum hromady – 5 233 mieszkańców)[3].
- Wroców (w tym wsie: Wroców, Karaczynów, Sołuki, Polanki – 2 520 mieszkańców)[4].
- Porzecz (w tym wsie: Porzecze, Stradcz, Jamelna – 2000 mieszkańców)[5].
- Malczyce – 915 mieszkańców[6].
- Wielkopole[7].
- Łozina[8].
- Jaśliska (w tym wsie: Jaśliska, Jezierskie, Zadebrze, Buda, Laszy Potok – 1 454 mieszkańców)[9].
- Borki (w tym wsie: Borki, Rokitno, Dąbrowa – 3 022 mieszkańców)[10].
- Domażyr (w tym wsie: Domażyr, Żorniska, Kozice, Zielów – 2 165 mieszkańców)[11].